# Chloropipo flavicapilla
A Chloropipo flavicapilla a madarak osztályának verébalakúak (Passeriformes) rendjébe és a piprafélék (Pipridae) családjába tartozó faj.

## Rendszerezése
A fajt Philip Lutley Sclater angol ornitológus írta le 1852-ben, a Pipra nembe Pipra flavicapilla néven. Egyes szervezetek a Xenopipo nembe sorolják Xenopipo flavicapilla néven.

## Előfordulása
Dél-Amerika északnyugati részén, az Andok-hegységben, Ecuador és Kolumbia területén honos. Természetes élőhelyei a szubtrópusi és trópusi hegyi esőerdők. Állandó, nem vonuló faj.

## Megjelenése
Testhossza 13 centiméter, testtömege 15,3–19,5 gramm.

## Életmódja
Gyümölcsökkel táplálkozik.

## Természetvédelmi helyzete
Az elterjedési területe kicsi, egyedszáma 6700 alatti és csökken. A Természetvédelmi Világszövetség Vörös listáján sebezhető fajként szerepel.